# Бухтарминська ГЕС
Бухтарминська гідроелектростанція — ГЕС на річці Іртиш, нижче гирла річки Бухтарма поблизу міста Серебрянськ, Східноказахстанська область, Казахстан. Входить до Іртишського каскаду ГЕС.

## Загальні відомості
ГЕС побудована за греблевим типом. Склад споруд ГЕС:
- правобережна бетонна дамба максимальною висотою 80 м;
- руслова бетонна дамба максимальною висотою 87 м з одним поверхневим водозливним прольотом * довжиною 18 м;
- пригреблева будівля ГЕС довжиною 212 м;
- чотирикамерний однонитковий судноплавний шлюз.

Гідроелектростанція спроектована інститутом «Ленгідропроект».
Потужність ГЕС до реконструкції становила 675 МВт, після реконструкції 2010р. — 738 МВт , середньорічне вироблення 2,6 млрд кВт · год . ГЕС здійснює покриття пікових навантажень в енергосистемі Казахстану. У будівлі ГЕС встановлено 9 гідроагрегатів з радіально-осьовими турбінами РВ 70/0937-В410, працюючими при напорі 61 м, і генераторами СВБ-850/190-48 потужністю по 75 МВт. Виробник турбін — Ленінградський металевий завод, генераторів — новосибірське підприємство «Елсіб». До реконструкції, на станції стояли радіально-осьові турбіни РО-211-ВМ-410 і діагональна турбіна Д45-5-ВМ-435 (станційний номер 7). Один з гідроагрегатів обладнаний експериментальною спіральною камерою з подвійним підведенням води. Напірні споруди ГЕС довжиною 430 м утворюють велике Бухтармінське водосховище, що має у своєму складі озеро Зайсан.

## Історія будівництва та експлуатації
Будівництво ГЕС почалося в 1953 році, перший агрегат пущений в 1960 році, на повну потужність станція введена в 1966 році. Після спорудження греблі утворився підпір висотою 67 м, який поширився по Чорному Іртишу на 100 км, в результаті чого рівень озера Зайсан піднявся на 7 м, площа озера збільшилася в 3 рази і воно стало частиною Бухтарминського водосховища.
Спочатку на ГЕС були встановлені турбіни потужністю по 75 МВт, в тому числі, вперше в СРСР, була встановлена експериментальна діагональна гідротурбіна (пізніше турбіни цього типу були встановлені також на Зейській і Колимській ГЕС). З 1960 року станція входила до складу «Алтайенерго», з 1996 року — до складу АТ «Бухтармінська ГЕС», що входить до державного холдингу «Самрук». З 1997 року станція передана в довгострокову концесію АТ «Казцинк», яке і здійснює управління станцією.
На ГЕС здійснена масштабна програма технічного переозброєння та реконструкції. Зокрема, в 2001-2010 роках були замінені робочі колеса гідротурбін і реконструйовані гідрогенератори, що дозволило збільшити потужність станції до 738 МВт.

## Ресурси Інтернету
- Бухтарминской ГЭС на сайте АО «Казцинк» [Архівовано 18 жовтня 2013 у Wayback Machine.]
- Описание Бухтарминской ГЭС на сайте института Ленгидропроект[недоступне посилання з лютого 2019]
- АО «Казцинк»
- Фотографии Бухтарминской ГЭС